# Megahexuridae
Megahexuridae zijn een familie van spinnen. De familie telt 1beschreven geslacht.

## Geslachten
- Megahexura Kaston, 1972